# RETScreen
RETScreen 清洁能源管理软件（通常简称为 RETScreen）是一款由加拿大政府开发的免费的软件包。RETScreen Expert 在旧金山举行的2016 清洁能源部长级会议（Clean Energy Ministerial）上闪亮登场。
RETScreen Expert 目前是该软件的最新版本，于2016年9月19日正式发行。该软件可实现对潜在可更新能源和能效工程的技术及资金可靠性进行全面鉴定、评估和优化，还可对设备设施的实际性能进行测量和检验，并可找出节能或产能机会。RETScreen Expert 的“查看模式”免费并可访问该软件的所有功能。这不同于RETScreen的先前版本，然而，如按年度订阅，便可使用一种全新的“专业模式”（允许用户进行保存、打印等操作）。
RETScreen Suite 包括RETScreen 4 和RETScreen Plus，是RETScreen 软件的先前版本。RETScreen Suite 含有热电联产和离线分析功能。
与RETScreen Suite 有所不同，RETScreen Expert是一款集成式软件平台，使用详尽而全面的原型来对工程进行评估，并纳入了一些组合与分析能力。RETScreen Expert集成了一定数量的数据库来辅助用户，包括从6,700个地面基站的全球气候条件数据和NASA卫星数据；基准数据；成本数据；工程数据；水文数据和产品数据。此软件包含大量的集成培训资料，包括一本电子课本。

## 历史
RETScreen第一版于 1998 年4月30日发布。2007 年12月11日，加拿大环境部在印度尼西亚巴厘岛发布了第四版RETScreen 4。 RETScreen Plus 于2011年发布， 当前使用的版本套装软件RETScreen Suite（集成RETScreen 4 和 RETScreen Plus以及很多升级）于2012年发布。 RETScreen Expert于2016年9月19日发布。

## 程序要求
软件程序要求使用 Microsoft®  Windows 7 SP1, Windows 8.1 or Windows 10; and Microsoft® .NET Framework 4.7 或更高版本。对于Apple Macintosh计算机，该程序有可能在安装Mac版的Parallels或VirtualBox后正常使用。

## 合作伙伴
RETScreen是在加拿大政府下设的加拿大自然资源部洁净能源署 （CanmetENERGY） 瓦雷纳 （Varennes）研究中心的领导和持续财政支持下进行管理运营的。其核心团队 与其他政府和多边组织密切合作，其技术研发也得到来自工业界、政府和学术界的专家团队的大力支持。 主要合作伙伴包括美国国家航空航天局（NASA）的兰利 （Langley） 研究中心、 可再生能源和能源效率合作伙伴关系计划（REEEP）、 安大略省的独立电力系统运营商（IESO）、 联合国环境规划署（UNEP）技术、工业和经济司的能源处、 全球环境基金（GEF）、 世界银行的原型碳基金（PCF）、 和约克大学的可持续能源倡议。

## 使用实例
截至 2018年2月，RETScreen 软件在全世界各个国家和地区已有 575,000 多个用户。
一项独立进行的影响研究报告  表明， RETScreen 积极履行社会责任，影响深远；据估算，截至2013年，RETScreen软件在全世界的使用将用户交易成本降低了80多亿美元，使温室气体的排放每年减少了2千万吨，并将清洁能源的安装容量提升至240亿瓦。
RETScreen 广泛用于辅助和落实清洁能源项目。例如，RETScreen被应用于：
- 帝国大厦翻新项目使用该软件来提高能效[22]
- 3M加拿大（3M Canada）的生产设施[23]
- 爱尔兰风力行业使用该软件来分析潜在新项目[24]
- 对安大略省数百所学校的效能进行监控[25]
- 曼尼托巴省电力公司（Manitoba Hydro）的热电联产（生物能源优化）计划使用该软件来筛选项目申请 [26][27]
- 大学和大专院校的能源管理[28]
- 加拿大多伦多使用该软件进行光电性能的多年评估 [29][30]
- 美国空军使用该软件分析其设施的太阳能空气加热器 [31]
- 市政设施，包括安大略省多个市镇使用该软件来确定提高能效的翻新项目。[32][33]

如果想阅读关于RETScreen 在不同项目的详细使用情况的文章，烦请登录RETScreen 的LinkedIn页面。
RETScreen 还被全世界 1,100 多所大学和学院用做教学研究工具，并经常被学术文章引用。 RETScreen 在学术界的使用实例可在RETScreen 新闻资讯中的“出版物与报告”和“大学与学院课程”部分找到，可通过所下载软件的用户手册进行访问。
RETScreen 还被全世界各级政府的清洁能源激励计划明令或推荐使用，包括《联合国气候变化框架公约》（UNFCCC）和欧盟；加拿大、新西兰和英国；很多美国的州市和加拿大的省份；城市及市政府；诸多公共事业。 应智利、 沙特阿拉伯  和15个西非、中非国家  政府和拉丁美洲能源组织（OLADE，Latin American Energy Organization）的官方邀请，RETScreen 的培训研讨会已经在各个国家层面或地区层面展开。

## 奖项与认可
2010 年，RETScreen International被授予“公共服务卓越奖”，这是加拿大政府为其公务员所颁发的最高奖项。
RETScreen 以及RETScreen的整个团队已经被提名或获得许多奖项，包括安永和Euromoney“全球可再生能源大奖”、“全球能源奖”（加拿大国家级奖项）和“GTEC 杰出奖牌”。

## 评论
一篇国际能源署 关于该软件水电部分测试版本的评论认为该软件令人“印象非常深刻”。 欧洲环境署 将RETScreen 评价为一款 “极为有用的工具”。  RETScreen 也被称为全球清洁能源产业中“可用来评估可再生能源设施经济效益的为数不多的软件工具之一，迄今为止，也是最好的工具” 和“用来增强.....市场一致性的工具”。

## 其他相关信息
- 可再生能源
- 能源管理软件

## 注解
1. ↑  . News.gc.ca. 2016-06-03  [2016-10-20]. （原始内容存档于2016-10-25）.
2. ↑  Clean Energy Solutions Center.  (Video). Youtube.com.   [2016-10-20]. （原始内容存档于2018-12-25）.
3. ↑  . Nasa.gov. 2010-02-24  [2016-07-15]. （原始内容存档于2017-06-07）.
4. ↑  . Publications.gc.ca.   [2016-02-24]. （原始内容 (PDF)存档于2018-12-25）.
5. ↑  . News.gc.ca. 2007-12-11  [2016-07-15]. （原始内容存档于2018-12-25）.
6. ↑  . REEEP.org.   [2016-07-15]. （原始内容存档于2018-12-25）.
7. ↑  . Web.archive.org. 2012-06-05  [2016-07-15]. （原始内容存档于2015-07-15）.
8. ↑  . Web.archive.org. 2015-01-30  [2016-07-15]. （原始内容存档于2015-07-02）.
9. ↑  . Nrcan.gc.ca.   [2016-07-15]. （原始内容存档于2016-01-12）.
10. ↑  . Web.archive.org. 2015-04-24  [2016-07-15]. （原始内容存档于2015-07-14）.
11. ↑  . Web.archive.org.   [2018-02-13]. （原始内容存档于2015-09-29）.
12. ↑  . Web.archive.org.   [2018-02-13]. （原始内容存档于2015-09-29）.
13. ↑  . Nasa.gov.   [2018-02-13]. （原始内容存档于2017-01-20）.
14. ↑  . REEP.org.   [2018-02-13]. （原始内容存档于2018-12-25）.
15. ↑  . IESO.ca.   [2018-02-13]. （原始内容存档于2017-08-03）.
16. ↑  . Uneptie.org.   [2018-02-13]. （原始内容存档于2018-04-08）.
17. ↑  . Thegef.org.   [2018-02-13]. （原始内容存档于2016-03-13）.
18. ↑  . Wbcarbonfinance.org.   [2018-02-13]. （原始内容存档于2017-04-15）.
19. ↑  . Yorku.ca.   [2018-02-13]. （原始内容存档于2018-12-25）.
20. ↑  . Web.archive.org.   [2016-07-15]. （原始内容存档于2015-09-20）.
21. 1 2   (PDF). Web.archive.org.   [2016-07-15]. （原始内容 (PDF)存档于2015-09-26）.
22. ↑   (PDF). Web.archive.org.   [2016-07-15]. 原始内容存档于2015-05-11.
23. ↑  . （原始内容存档于2018-04-08）.
24. ↑   (PDF). Web.archive.org.   [2016-07-15]. （原始内容 (PDF)存档于2014-08-06）.
25. ↑  . （原始内容存档于2018-04-08）.
26. ↑  . Hydro.mb.ca.   [2016-07-15]. （原始内容存档于2018-12-25）.
27. ↑   (PDF). Web.archive.org. June 2011  [2016-10-24]. （原始内容 (PDF)存档于2015-05-11）.
28. ↑  . （原始内容存档于2018-04-08）.
29. ↑   (PDF). Explace.on.ca. June 2009  [2016-07-15]. （原始内容 (PDF)存档于2018-12-25）.
30. ↑   (PDF). Solarcitypartnership.ca. January 2012  [2016-07-15]. （原始内容 (PDF)存档于2013-11-02）.
31. ↑  . Dtic.mil.   [2016-07-15]. （原始内容存档于2013-09-09）.
32. ↑  . （原始内容存档于2018-04-08）.
33. ↑  . Web.archive.org. 2014-08-08  [2016-07-15]. 原始内容存档于2015-05-11.
34. ↑  . Web.archive.org. 2015-12-22  [2016-07-15]. 原始内容存档于2016-01-12.
35. ↑  例如, 一位谷歌学者于2018年2月7日搜索 RETScreen 获得了超过5,500 条结果
36. ↑  . Web.archive.org. 2012-09-21  [2016-07-15]. 原始内容存档于2015-10-05.
37. ↑  . Web.archive.org. 2014-10-24  [2016-07-15]. 原始内容存档于2015-07-14.
38. ↑  . Web.archive.org. 2014-05-02  [2016-07-15]. 原始内容存档于2015-07-14.
39. ↑  . Web.archive.org. 2014-05-02  [2016-07-15]. 原始内容存档于2015-07-14.
40. ↑   (PDF). Ottawacitizen.com.   [2016-07-15]. （原始内容存档 (PDF)于2018-12-25）.
41. ↑  . Web.archive.org. 2011-02-03  [2016-07-15]. 原始内容存档于2015-05-09.
42. ↑   (PDF). Ieahydro.org.   [2016-10-24]. （原始内容 (PDF)存档于2017-05-16）.
43. ↑  . Environmenttools.co.uk.   [2016-07-15]. （原始内容存档于2016-03-11）.